# رحبة (عكار)
رحبة قرية لبنانية من قرى قضاء عكار في محافظة لبنان الشّمالي.

## موقعها
تقع بلدة «رحبة» على ارتفاع يبدأ بحوالي 500م وينتهي بحوالي 655م إلى الشمال الشرقي لبلدة «حلبا» مركز قضاء عكار الواقع في شمالي لبنان.تصل إليها من «حلبا» صعوداً عبر بلدات: «عدبل» _ «ضهر نصّار»_ «أيلات» _«جبرايل» فـ«رحبة». تبعد عن بيروت 128 كلم وعن طرابلس 43 كلم؛ تحدّها بلدات: «تكريت» شرقاً و«حوَيش» و«دير عوزا» غرباً و«جبرايل» و«أيلات» شمالاً و«قرَيّات» و«بيت يونس» جنوباً.

## مميزاتها
تحيط بها التلال من كل صوب؛ وهي تضم 5500 هكتار من الأراضي الصالحة للزراعة بأغلبيتها، وتتميّز "رحبة" عن غيرها من البلدات كونها تضم 365 نبعاً أشهرها "عين الضيعة" الشهيرة، وهي 'بجانب مسجد الضيعة' والتي تصل إليها المياه من أعالي جرود الـ"قمّوعة" وتحديداً من نبع"عين الهوّة.ومن ينابيعها التي لا يمكن الاستهانة بها كثروة مائية: عين الريحان، عين الدبورة، عين حْلالي، عين البحصاص، عين الحْمّي، عين الدير، نبع الفوّار، إلخ....بالإضافة إلى شلالات متفرقة.والملفت أن هناك العديد من العيون الموسميّة التي تنبع داخل بعض البيوت مما يضطّر أصحابها شتاءًإلى استجرار مياهها عبر أنابيب خارج بيوتهم.

## أصل التسمية والآثار الموجودة فيها
يشتق اسم «رحبة» من جذر سامي يفيد السعة والانبساط وهناك تقليد يتناقله السكان يفيد بأن «رحبة» كانت مأهولة منذ أقدم العصور لأسباب مردّها العثور على جماجم تحت أنقاض أحد المنازل وقد تبيّن لدى فحصها أنها تعود لـ6000 سنة مضت، كما تمّ العثور حديثاً على كنيسة أثرية في منطقة «سيدة لبتة» وهي اليوم في عهدة مديرية الآثار.كما عُثر حديثاُ على مغارة طبيعية كمغارة جعيتا وهي أيضاً في عهدة مديرية الآثار فضلاً عن مغاور يُستدل أنها كانت مأهولة أهمها مجموعة مغاور متلاصقة بطريقة هندسية يدل تقسيمها الداخلي على استعمالها للسكن وتقع بالقرب من مكان يُعرف بـ«مطحنة حنا».هذا بالإضافة إلى أماكن أثرية ككنيسة القديسين «سارجيوس» و «باخوس» والتي تُعرف شعبياً بـ«العجام» حيث حُفر على الصخرة التي يجانب بابها أن انقاض الكنيسة تعود لفترة استشهاد القديسَين في أوائل القرن الرابع.وتقول الذاكرة الشعبية بأن القديسين كانا يسكنان ذاك المكان.